# جيمس فرانكلين (لاعب كرة قدم كندية، مواليد 1990)
جيمس فرانكلين (بالإنجليزية: James Franklin)‏ هو لاعب كرة قدم أمريكية ولاعب كرة قدم كندية أمريكي، ولد في 13 سبتمبر 1990 في أوكلاهوما سيتي في الولايات المتحدة.